# Wadi Igharghar
Das Wadi Igharghar oder der Oued Irharrhar ist ein Trockental der Sahara im südöstlichen Algerien.

## Verlauf und Geomorphologie
Das Tal beginnt an der Nordseite der Hauptkammlinie des Ahaggar-Gebirges, am Osthang des östlichsten Gipfels, der die 2500-Meter-Marke übersteigt. Von hier aus nimmt das Tal in allgemeiner Nordrichtung den Weg zwischen dem Irawen-Gebirge und der Schichtstufe des Tassili n'Ajjer und verläuft sich nach Querung des Plateau von Tinrhert nordwestlich der Oase Bordj Omar Driss im Sand des Östlichen Großen Ergs. Sein Lauf kann jedoch noch hunderte Kilometer unter der Sandbedeckung weiterverfolgt werden und wird in diesem Abschnitt von der Nationalstraße 3 begleitet. Namentlich wird eine Senke mit einer Höhe von 95 Meter über dem Meer 30 km südlich der Oasenstadt Touggourt mit dem Oued Irharrhar in Verbindung gebracht.
Das Wadi ist als trogartiges Tal mit 10 bis 15 km breiter Sohle ausgeformt, auf denen sich durch sekundäre Entstehungsbedingungen Oberflächentypen wie Reg oder Serir sowie sekundäre Relieftypen wie Dünenfelder finden. Im Gegensatz zum Unterlauf bleibt der Talcharakter hier jedoch erhalten. Seine aktiven Abschnitte befinden sich im Hoggar, an Engstellen die Tassilis und am Plateau; die 200 km zwischen diesen Erhebungen sind permanent trocken.

## Flussgeschichte
In niederschlagsreicheren Epochen, entwässerte der Igharghar über den heutigen Oued-Righ-Kanal in das Schott Mérouane, das westliche Becken des Schott Melghir. Dies entspricht einem Einzugsgebiet von 83.000 km². Allerdings gibt es vor Ort keine geologischen Hinweise darauf, dass dies dauerhaft geschehen ist.